# Гориця (Добрицька область)
Гори́ця (болг. Горица) — село в Добрицькій області Болгарії. Входить до складу общини Генерал-Тошево.

## Населення
За даними перепису населення 2011 року у селі проживали 107 осіб.
Національний склад населення села:
| Національність   | Кількість осіб | Відсоток |
| ---------------- | -------------- | -------- |
| турки            | 46             | 59,7%    |
| болгари          | 16             | 20,8%    |
| цигани           | 12             | 15,6%    |
| інша             | 0              | 0%       |
| не визначились   | 3              | 3,9%     |
| Всього відповіли | 77             |          |

Розподіл населення за віком у 2011 році:
Динаміка населення: